# Dimeria
Dimeria là một chi thực vật có hoa trong họ Hòa thảo (Poaceae).

## Loài
Chi Dimeria gồm các loài: